# 24 ur Le Mansa 1977
24 ur Le Mansa 1977 je bila petinštirideseta vzdržljivostna dirka 24 ur Le Mansa. Potekala je 11. in 12. junija 1977.

## Rezultati

### Uvrščeni
| Poz | Razred | Št | Moštvo                                 | Dirkači                                                       | Šasija                  | Motor                     | Krogi |
| --- | ------ | -- | -------------------------------------- | ------------------------------------------------------------- | ----------------------- | ------------------------- | ----- |
| 1   | S +2.0 | 4  | Martini Racing Porsche System          | Jürgen Barth Hurley Haywood Jacky Ickx                        | Porsche 936/77          | Porsche 2.1L Turbo Flat-6 | 342   |
| 2   | S +2.0 | 10 | Grand Touring Cars Inc. Mirage Renault | Vern Schuppan Jean-Pierre Jarier                              | Mirage GR8              | Renault 2.0L Turbo V6     | 331   |
| 3   | Gr.5   | 40 | JMS Racing / ASA Cachia                | Claude Ballot-Léna Peter Gregg                                | Porsche 935             | Porsche 2.9L Turbo Flat-6 | 315   |
| 4   | GTP    | 88 | Inaltera                               | Jean Ragnotti Jean Rondeau                                    | Inaltera LM77           | Ford Cosworth DFV 3.0L V8 | 315   |
| 5   | S +2.0 | 5  | Alain de Cadenet                       | Alain de Cadenet Chris Craft                                  | De Cadenet-Lola LM      | Ford Cosworth DFV 3.0L V8 | 315   |
| 6   | S 2.0  | 20 | Sociéte Racing Organisation Course     | Michel Pignard Albert Dufréne Jacques Henry                   | Chevron B36             | ROC-Chrysler 2.0L I4      | 303   |
| 7   | GT     | 58 | Porsche Kremer Racing                  | Bob Wollek "Steve" Philippe Gurdjian                          | Porsche 934             | Porsche 3.0L Turbo Flat-6 | 298   |
| 8   | IMSA   | 71 | Luigi Racing                           | Jean Xhenceval Pierre Dieudonné Spartaco Dini                 | BMW 3.0CSL              | BMW 3.2L I6               | 291   |
| 9   | IMSA   | 50 | Hervé Poulain                          | Hervé Poulain Marcel Mignot                                   | BMW 320i                | BMW 2.0L I4               | 287   |
| 10  | IMSA   | 61 | Christian Gouttepifre                  | Christian Gouttepifre Philippe Malbran Alain Leroux           | Porsche 911 Carrera RS  | Porsche 3.0L Flat-6       | 281   |
| 11  | S +2.0 | 2  | Inaltera                               | Lella Lombardi Christine Beckers                              | Inaltera LM77           | Ford Cosworth DFV 3.0L V8 | 279   |
| 12  | IMSA   | 70 | JMS Racing / ASA Cachia                | Simon De Lautour Jean-Pierre Delaunay Jacques Guérin          | Porsche 911 Carrera RSR | Porsche 3.0L Flat-6       | 275   |
| 13  | S +2.0 | 1  | Inaltera                               | Jean-Pierre Beltoise Al Holbert                               | Inaltera LM77           | Ford Cosworth DFV 3.0L V8 | 275   |
| 14  | IMSA   | 79 | Ravenel Fréres                         | Jean-Louis Ravenel Jean Ravenel Jean-Marie Détrin             | Porsche 911 Carrera RS  | Porsche 3.0L Flat-6       | 274   |
| 15  | GTP    | 86 | WM A.E.R.E.M.                          | Marcel Mamers Jean-Daniel Raulet Xavier Mathiot               | WM P76                  | Peugeot 2.7L V6           | 274   |
| 16  | IMSA   | 75 | North American Racing Team             | Francois Migault Lucien Guitteny                              | Ferrari 365 GT4/BB      | Ferrari 4.4L Flat-12      | 268   |
| 17  | GTP    | 83 | SAS Robin Hamilton                     | Robin Hamilton David Preece Mike Salmon                       | Aston Martin DBS V8     | Aston Martin 5.3L V8      | 260   |
| 18  | Gr.5   | 47 | Anny-Charlotte Verney / BP             | Anny-Charlotte Verney René Metge Dany Snobeck Hubert Striebig | Porsche 911 Carrera RSR | Porsche 3.0L Flat-6       | 254   |
| 19  | GT     | 56 | JMS Racing / ASA Cachia                | Jean-Louis Bousquet Cyril Grandet Philippe Dagoreau           | Porsche 934             | Porsche 3.0L Turbo Flat-6 | 253   |
| 20  | IMSA   | 77 | / Wynn's International                 | Dennis Aase Robert Kirby John Hotchkis                        | Porsche 911 Carrera RSR | Porsche 3.0L Flat-6       | 246   |

### Neuvrščeni
Niso prevozili 70% razdalje zmagovalca (239 krogov)
| Poz | Razred | Št | Moštvo                   | Dirkači                                             | Šasija       | Motor                 | Krogi |
| --- | ------ | -- | ------------------------ | --------------------------------------------------- | ------------ | --------------------- | ----- |
| 21  | S 2.0  | 31 | Dorset Racing Associates | Ian Harrower Martin Birrane Ernst Berg Richard Down | Lola T290/4S | Ford Cosworth 2.0L I4 | 212   |

### Odstopi
| Poz | Razred | Št | Moštvo                                 | Dirkači                                                  | Šasija                  | Motor                     | Krogi |
| --- | ------ | -- | -------------------------------------- | -------------------------------------------------------- | ----------------------- | ------------------------- | ----- |
| 22  | Gr.5   | 39 | Gelo Racing Team                       | Toine Hezemans Tim Schenken Hans Heyer                   | Porsche 935             | Porsche 2.9L Turbo Flat-6 | 269   |
| 23  | S +2.0 | 8  | Renault Sport                          | Patrick Depailler Jacques Laffite                        | Renault-Alpine A442     | Renault 2.0L Turbo V6     | 289   |
| 24  | GTX    | 96 | GVA Porsche Club Romand                | André Savary Jean-Robert Corthay Antoine Salamin         | Porsche 911 Carrera RS  | Porsche 3.0L Flat-6       | ?     |
| 25  | IMSA   | 78 | Charles Ivey Racing                    | John Rulon-Miller John Cooper Peter Lovett               | Porsche 911 Carrera RSR | Porsche 3.0L Flat-6       | 198   |
| 26  | S +2.0 | 9  | Renault Sport                          | Jean-Pierre Jabouille Derek Bell                         | Renault-Alpine A442     | Renault 2.0L Turbo V6     | 257   |
| 27  | S 2.0  | 25 | Sociéte Racing Organisation Course     | Max Cohen-Olivar Alain Flotard Michel Dubois             | Chevron B36             | ROC-Chrysler 2.0L I4      | 176   |
| 28  | IMSA   | 80 | Bernard Béguin                         | Bernard Béguin René Boubet Jean-Claude Briavoine         | Porsche 911 Carrera RS  | Porsche 3.0L Flat-6       | 191   |
| 29  | GTP    | 87 | Bernard Decure                         | Bernard Decure Jean-Luc Therier "Cochise"                | Alpine A310             | Renault PRV 2.7L V6       | 137   |
| 30  | S 2.0  | 21 | P.P. Sauber AG / Fancy Racing          | Eugen Strähl Peter Bernhard                              | Sauber C5               | BMW 2.0L I4               | 161   |
| 31  | GT     | 57 | Nicholas Koob                          | Nicholas Koob Willy Braillard Guillermo Ortega           | Porsche 934             | Porsche 3.0L Turbo Flat-6 | 116   |
| 32  | GT     | 63 | Joël Laplacette                        | Joël Laplacette Yves Courage "Segolen"                   | Porsche 911 Carrera     | Porsche 3.0L Flat-6       | ?     |
| 33  | GTP    | 85 | WM A.E.R.E.M.                          | Marc Sourd Jean-Louis Lafosse Xavier Mathiot             | WM P77                  | Peugeot 2.7L Turbo V6     | 90    |
| 34  | GT     | 59 | Schiller Racing Team                   | Francois Servanin Laurent Ferrier Franz Hummel           | Porsche 934             | Porsche 3.0L Turbo Flat-6 | 160   |
| 35  | S +2.0 | 7  | Renault Sport                          | Patrick Tambay Jean-Pierre Jaussaud                      | Renault-Alpine A442     | Renault 2.0L Turbo V6     | 158   |
| 36  | S +2.0 | 14 | Daniel Broudy                          | Patrick Perrier Xavier Lapeyre                           | Lola T286               | Ford Cosworth DFV 3.0L V8 | ?     |
| 37  | GT     | 60 | Schiller Racing Team                   | Claude Haldi Florian Vetsch Angelo Pallavicino           | Porsche 934             | Porsche 3.0L Turbo Flat-6 | ?     |
| 38  | GT     | 55 | Escuderia Montjuich                    | Juan Fernandez Eugenio Baturone Raphaël Tarradas         | Porsche 934             | Porsche 3.0L Turbo Flat-6 | 115   |
| 39  | Gr.5   | 48 | Thierry Perrier                        | Thierry Perrier Jean Belliard                            | Porsche 911 Carrera     | Porsche 3.0L Flat-6       | 90    |
| 40  | S 2.0  | 29 | Osella Squadra Corse                   | Alain Cudini Raymond Touroul Anna Cambiaghi              | Osella PA5              | BMW 2.0L I4               | 100   |
| 41  | S 2.0  | 32 | André Chevalley                        | André Chevalley Francois Trisconi Wink Bancroft          | Cheetah G601            | BMW 2.0L I4               | ?     |
| 42  | GT     | 62 | Georges Bourdillat                     | Georges Bourdillat Bruno Sotty Alain-Michel Bernhard     | Porsche 911 Carrera     | Porsche 3.0L Flat-6       | ?     |
| 43  | Gr.5   | 49 | Hubert Striebig / BP                   | Guy Chasseuil Hubert Striebig Helmut Kirchoffer          | Porsche 934/5           | Porsche 3.2L Turbo Flat-6 | 65    |
| 44  | S +2.0 | 11 | Grand Touring Cars Inc. Mirage Renault | Sam Posey Michel Leclère                                 | Mirage GR8              | Renault 2.0L Turbo V6     | 58    |
| 45  | GTP    | 89 | Team Esso Aseptogyl                    | Christine Dacremont Marianne Hoepfner                    | Lancia Stratos          | Ferrari 2.4L Turbo V6     | 37    |
| 46  | IMSA   | 76 | Jean-Claude Giroix / Garage du Bac     | "Depnic" Jacques Coulon                                  | BMW 3.0CSL              | BMW 3.2L I6               | 28    |
| 47  | IMSA   | 72 | Luigi Racing                           | Tom Walkinshaw Eddy Joosen Claude de Wael                | BMW 3.0CSL              | BMW 3.2L I6               | ?     |
| 48  | Gr.5   | 41 | Martini Racing Porsche System          | Rolf Stommelen Manfred Schurti                           | Porsche 935/77          | Porsche 2.9L Turbo Flat-6 | 52    |
| 49  | S 2.0  | 28 | Jean-Marie Lemerle                     | Jean-Marie Lemerle Alain Levié Pierre-Francois Rousselot | Lola T294               | ROC-Chrysler 2.0L I4      | 27    |
| 50  | S 2.0  | 22 | Chandler Ibec International Team Lloyd | Tony Charnell Ian Bracey John Hine                       | Chevron B31             | Ford Cosworth FVD 2.0L I4 | 21    |
| 51  | S +2.0 | 3  | Martini Racing Porsche System          | Jacky Ickx Henri Pescarolo                               | Porsche 936/77          | Porsche 2.1L Turbo Flat-6 | 45    |
| 52  | S 2.0  | 30 | G.V.E.A.                               | Georges Morand Christian Blanc Fréderic Alliot           | Lola T296               | Ford Cosworth BDG 2.0L I4 | 19    |
| 53  | Gr.5   | 42 | Porsche Kremer Racing                  | John Fitzpatrick Guy Edwards Nick Faure                  | Porsche 935 K2          | Porsche 2.8L Turbo Flat-6 | 15    |
| 54  | Gr.5   | 38 | Gelo Racing Team                       | Tim Schenken Toine Hezemans Hans Heyer                   | Porsche 935             | Porsche 2.8L Turbo Flat-6 | 15    |
| 55  | S +2.0 | 16 | J. Haran de Chaunac                    | Didier Pironi René Arnoux Guy Fréquelin                  | Renault-Alpine A442     | Renault 2.0L Turbo V6     | 0     |

### Statistika
- Najboljši štartni položaj - #9 Renault Sport - 3:31.07
- Najhitrejši krog - #4 Martini Racing Porsche System - 3:36.50
- Razdalja - 4671.83km
- Povprečna hitrost - 194.651km/h

### Dobitniki nagrad
- Index of Thermal Efficiency - #26 Sté. Racing Organisation Course (ROC)